# Gaston De Mey
Gaston De Mey (Kaprijke, 1 augustus 1933 – Eeklo, 1 september 2015) was een Belgisch kunstschilder.

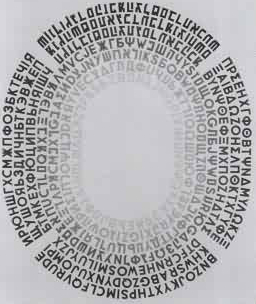
GRICYRLATHEB - 1994 - Gaston De Mey

## Levensloop
Gaston De Mey volgde van 1952 tot 1963 les aan de Kunstacademie in Eeklo. Hij was leerkracht Nederlands aan het Provinciaal Technisch Instituut te Eeklo.
Vanaf 1968 heeft De Mey categoriek gekozen om zijn kunstwerken op te bouwen met lettertekens en deze te groeperen in letterbanen en letterstructuren. De Mey koos voor een op voorhand vastgelegde letterordening en gebruikte zwarttinten op witte achtergronden en uitzonderlijk kleur in zijn werk. Aanvankelijk werden kleefletters aangebracht op houten panelen. In zijn werk verviel de leesbare taal - zoals bij de deconstructie in de filosofie - in een essentiëlere maar onleesbare ordening van lettertekens in diverse geometrische vormen en formaten. 
De Mey werd in zijn werk geïnspireerd door de strekking van het constructivisme en meer bepaald door Piet Mondriaan aan wie hij een reeks werken opdroeg. Zijn oeuvre bestond in de periode van 1972 tot 1986 eveneens uit potloodtekeningen waarbij letteromtrekken werden opgevuld met arceringen van parallelle streepjes. Vanaf 1993 gebruikte De Mey voor zijn schilderijen ook Griekse, Cyrillische, Latijnse en Hebreeuwse lettertekens. Zo bracht De Mey de mondialisering ook in zijn kunstwerken. Naar aanleiding van de eeuwwisseling maakte De Mey reeksen met namen van 100 beeldende kunstenaars, 7 romanschrijvers, 17 dichters, 15 componisten, 7 filosofen en 13 × zwart over historische plaatsnamen en een reeks Franse abdijen die hij op reizen zelf had bezocht. Vanaf de eeuwwisseling tot 2014 rafelde De Mey teksten en citaten uiteen en spiegelde deze horizontaal. Dat deed hij met fragmenten uit verschillende versies van het boek Mein leben van Marcel Reich-Ranicki.
Zijn allerlaatste schilderij was een West-Vlaams citaat van zijn bevriend schrijver Gaston Durnez: Winder zin nie gekomn vo te bluvn.
Gaston De Mey overleed op 1 september 2015 in zijn woonplaats te Eeklo.
Zijn werk en de evolutie ervan werden o.a. beschreven door Jaak Fontier, Frans Boenders, Jooris Van Hulle.
De Mey trouwde in 1958 met Laurette Gillis en ze hadden samen drie kinderen: Karel, Frank en Niké.

## Tentoonstellingen
Gaston De Mey heeft individueel tentoongesteld en nam deel aan diverse groepstentoonstellingen. De voornaamste zijn:
- 1970: Korrekelder, Brugge
- 1976: Internationaal Cultureel Centrum, Antwerpen, Gaston De Mey 19 ( 7 + 7 )
- 1982: Belgisches Haus, Keulen
- 1985: Stedelijk Museum voor Actuele Kunst, Gent
- 1989: Bibliotheca Wittockiana, Brussel, Ceci n'est pas un livre
- 1998: Museum der Stadt Ratingen
- 2003: Museum Dr. Guislain, Gent, Prinzhorncollectie + hedendaagse kunstenaars
- 2006: Museum Felix De Boeck, Drogenbos

## Onderscheidingen
- 1960: Talensprijs België
- 1965: Olivetti
- 1968 -69-70-71: Prijs Jonge Belgische Schilderkunst
- 1969 -71-73: Europaprijs Oostende
- 1973: First British International Drawing Biennale
- 1974: Internationale Prijs Knokke-Heist